# ФК Темнић 1924
ФК Темнић 1924 је фудбалски клуб из Варварина, основан 1924. године, и тренутно се такмичи у Зони "Запад", четвртом такмичарском нивоу српског фудбала.

## Историја
Рајко Урошевић је 1924. године у Варварин донео прву фудбалску лопту и одмах потом је формиран фудбалски клуб „Јован Курсула“ и под тим именом је радио до рата. После Другог светског рата, обновљен је рад али клуб је клуб променио име у ФК „Мирко Томић“. Пет година касније поново је променио име у ФК Темнић, како се и дан данас зове (у једном периоду се звао „Темнић-Липа“ када је забележен и један од највећих успеха, пласман у другу по јачини државну лигу). У сезони 2016/17 клуб је остварио свој највећи успех у историји освајањем првог места у Српској лиги Исток и тиме обезбедио пласман у Прву лигу.

## Порекло имена клуба
Фудбалски Клуб Темнић 1924 назван је по истоименој области у Расинском округу „Темнић“. Назив Темнић настао је према предању, тако што је кнез Лазар, обилазећи своје руднике на висовима Јухора, видео тај предео затегнутим густом маглом и узвикнуо: „Ала је тамнић!”

## Новији резултати
| Сезона   | Ранг | Лига                                 | Позиција | ИГ | Д  | Н | П  | Бод |
| -------- | ---- | ------------------------------------ | -------- | -- | -- | - | -- | --- |
| 2013/14. | 5    | Прва расинска окружна лига у фудбалу | 1.       | 34 | 26 | 5 | 3  | 83  |
| 2014/15. | 4    | Зона Запад у фудбалу                 | 1.       | 28 | 22 | 6 | 0  | 72  |
| 2015/16. | 3    | Српска лига Исток                    | 6.       | 30 | 14 | 8 | 8  | 45  |
| 2016/17. | 3    | Српска лига Исток                    | 1.       | 30 | 20 | 6 | 4  | 66  |
| 2017/18. | 2    | Прва лига Србије                     | 14.      | 30 | 6  | 8 | 16 | 26  |
| 2018/19. | 3    | Српска лига Исток                    | 2.       | 34 | 25 | 5 | 4  | 80  |
| 2019/20. | 3    | Српска лига Исток                    | 16.      | 17 | 1  | 0 | 16 | 3   |
| 2020/21. | 4    | Зона Запад у фудбалу                 | -        | -  | -  | - | -  | -   |

## Управа клуба

### Управа клуба[4]
| Позиција           | Име                   |
| ------------------ | --------------------- |
| Председник         | Дарко Бранковић       |
| Тренер             | Радосав Аксентијевић  |
| Помоћни тренер     |                       |
| Генерални секретар | Марија Брајовић       |
| Члан УО            | Саша Антић            |
| Члан УО            | Радослав Аксентијевић |
| Члан УО            | Небојша Милошевић     |
| Члан УО            | Лазар Савић           |
| Члан УО            | Дражен Симоновић      |